# تصادف آبی ۲
تصادف آبی ۲ (انگلیسی: Blue Crush 2) فیلمی در ژانر درام به کارگردانی مایک الیوت است که در سال ۲۰۱۱ منتشر شد. از بازیگران آن می‌توان به شارنی وینسن اشاره کرد.

## خلاصه داستان
دانا برای تحقق آرزوی مادر مرحومش، مالیبو رو ترک گفته و برای موج سواری به سواحل آفریقای جنوبی می‌رود …